# KDIZ (AM)
KDIZ (1570 kHz "Freedom 1570") é uma estação de rádio AM comercial licenciada para Golden Valley, Minnesota, e atendendo ao mercado de rádio de Twin Cities. A estação é de propriedade do Salem Media Group e transmite um formato de rádio de conversa conservadora. Os estúdios de rádio da KDIZ estão em Cliff Road perto da Minnesota State Highway 77 em Eagan.
Durante o dia, a KDIZ é alimentada a 4.000 watts. Mas como 1570 AM é uma frequência mexicana de canal livre, a KDIZ reduz a potência à noite para 220 watts para evitar interferências. O sinal é não direcional em todos os momentos. O transmissor está na Lilac Drive North em Golden Valley, perto da Minnesota State Highway 100.